# 이 남자가 사는 법
《이 남자가 사는 법》은 1994년 3월 2일부터 1994년 8월 18일까지 방영된 SBS 수목 드라마로 1994년 4월 20일부터 매주 수요일부터 목요일 오후 10시로 편성 변경되어 방송되었다.
한편, 해당 작품이 1994년 4월 20일부터 10시대 드라마로 변경된 뒤 SBS 오후 8시 시간대 수목 드라마는 한동안 방송·편성되지 않았다가 1994년 7월 13일부터 시작되었던 《좋은걸 어떡해》로 재개됐다.

## 기획 의도
6.25에서 현재까지를 시대 배경으로 인간의 원죄적 본능을 그리는 드라마

## 등장 인물
- 유동근 : 박승부 역 - 의사, 야비하고 냉혹한 성격의 청년
- 전인화 : 도금옥 역 - 간호사, 승부의 연인
- 홍학표 : 한세현 역 - 인생의 정도를 걸어가려 노력하는 인간형
- 오현경 : 장수미 역 - 마음 먹은 것은 꼭 성취해야 하는 여자
- 김세윤 : 장준상 역 - 본명 장태식, 의원의 사무장, 민정숙의 두번째 남편, 승부의 친삼촌
- 현석 : 강영섭 역 - 대동의원 원장, 민정숙의 첫번째 남편
- 박정수 : 민정숙 역 - 수진의 친어머니
- 정욱 : 한 사장 역
- 선우용여 : 정 여사 역
- 故 한경선 : 천미숙 역
- 곽정희
- 남능미 : 금옥의 양어머니
- 송송이
- 이미영
- 송기윤
- 오아랑
- 옥승일
- 김기현
- 임선택
- 장덕수
- 이대원
- 최우혁
- 백성현 : 세현 아역
- 성동일

## 참고 사항
- 실제 부부 사이인 유동근, 전인화가 연인 사이에서 원수 사이가 되는 역할로 출연하여 화제가 되었다.[2]